# Arboretum Bílá Lhota

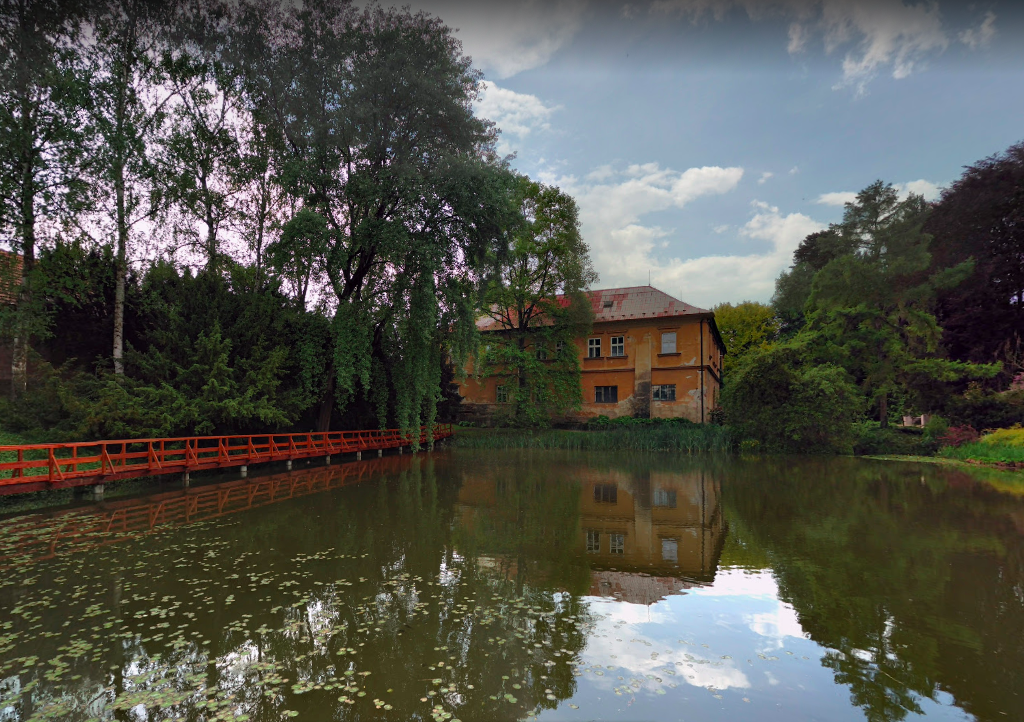
Zámek u arboreta Bílá Lhota

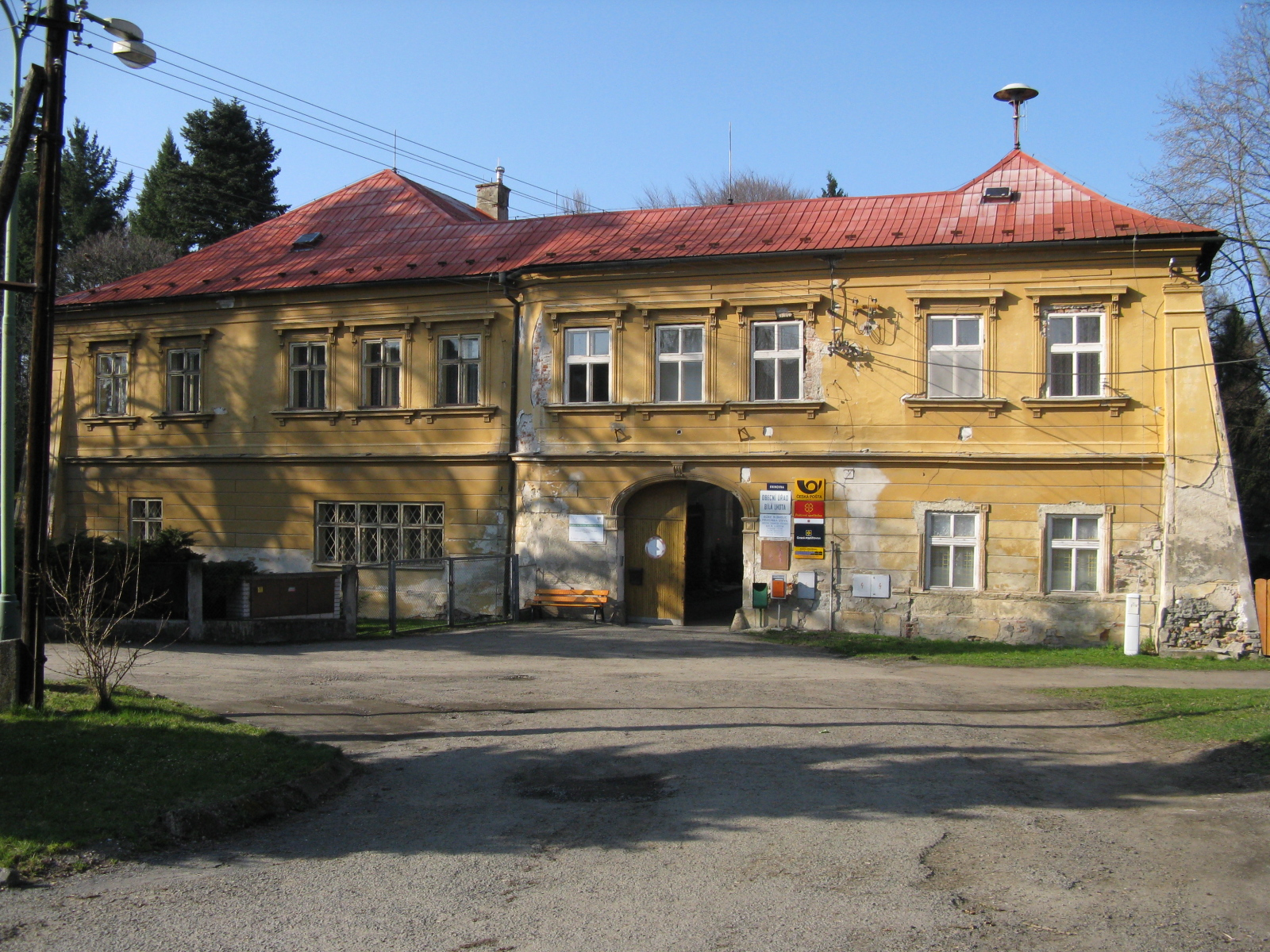
Zámek Bílá Lhota

Arboretum Bílá Lhota je arboretum, které se nachází v obci Bílá Lhota v okrese Olomouc na střední Moravě. V arboretu Bílá Lhota rostou nejen domácí dřeviny, ale i vzácné evropské a zámořské stromy. Celkem tu lze napočítat asi 300 druhů listnatých, jehličnatých a stále zelených dřevin ze Severní Ameriky, Japonska, Číny, Malé Asie a dalších zemí.
Park byl u zámečku v Bílé Lhotě založen okolo roku 1700 a mnoho exemplářů vysázených v tomto období se zachovalo do dnešních dnů. Zásluhy o dendrologické sbírky má především dendrolog Quido Riedl, který zde v roce 1926 soustředil několik stovek druhů okrasných dřevin a dal arboretu i celkovou podobu.
Od roku 1970 je areál chráněn jako národní přírodní památka pod názvem Park v Bílé Lhotě. Důvodem ochrany je arboretum s cennými dřevinami domácích druhů i exotů a zahradních forem. Oblast spravuje Agentura ochrany příroda a krajiny ČR – Regionální pracoviště Olomoucko.

## Historie
Vznik parku je spojen s historií blízkého zámku. Na přelomu 16. a 17. století zde vznikl dubový hájek (dnešní Jízdárna) a několik čtyři sta let starých dubů se zachovalo do dnešních dnů. Zámecký park byl vytvořen kolem roku 1700, kdy byly vysázeny dřeviny, které tvoří kostru dnešního parku. V první polovině 19. století byl park upraven v anglickém stylu.
Park se stavbou zakoupil roku 1869 Jan Riedel. Největší zásluhu na dnešní podobě parku má jeho vnuk Quido Riedel, který v letech 1926–1945 zámecký park rozšířil a provedl úpravy „ve slohu francouzsko-anglickém“. Postupně vybudoval cennou cennou sbírku okrasných domácích a exotických dřevin a vytvořil dendrologický areál. Na přelomu čtyřicátých let vysadil poblíž parku ovocný sad. Většina stromů však pomrzla během krutých zim.
Park značně utrpěl za druhé světové války a po roce 1947 přešel celý majetek rodiny Riedlovy do vlastnictví státu. Park nebyl až do roku 1963 udržován a pustl.
V roce 1965 se park stal majetkem Vlastivědného muzea v Olomouci. O rok později získalo muzeum i část bývalého Riedlova sadu, na kterém byla založena pěstební zahrada. V parku poté byly provedeny osadby a znovu obohacena dendrologická sbírka, která byla v poválečném období během 20. století způsobem údržby státního vlastnictví velmi poškozena.
Park byl v roce 1969 výnosem ministerstva kultury vyhlášen za arboretum a na počátku 70. let znovu otevřen. V roce 1983 byla dokončena výstavba vstupní budovy. V roce 2009 proběhla revitalizace zámeckého rybníka a upraveno jeho okolí.
V 21. století je zařazen do kategorie národní přírodní památka.

## Přírodní poměry
Arboretum leží v nadmořské výšce asi 230 metrů a zaujímá plochu asi 3 ha. Arboretem protéká potok, který vytváří příznivé mikroklima. Půda obsahuje velké množství vápníku, je jílovitá nebo štěrkovitá, a její složení není příliš příznivé.[zdroj⁠?!]

## Prvky a využití
Park je rozdělen na tyto části: jízdárna, šachy, lesík, Nová louka, Na prádle, oltář, zkamenělý zámek, jeskyňka, pod duby, skalka, pod farou. Část úpravy tvoří Alpinum (skalka), významnými orientačními body jsou stavby. Mezi nejnápadnější stavby v parku patří Jízdárna. Blízko vstupu, v sousedství zámku a budovy bývalého Riedlova statku, se rozkládá rybník.
Nachází se zde asi 300 druhů dřevin. Kostru parku tvoří převážně duby a buky spolu s doplňkovými dřevinami, mezi nimiž vynikají různé druhy jedlí. Zastoupeny jsou zde i keřovité tisy, túje a smrky. Mezi vzácné dřeviny patří japonské javory, buky a magnólie.
Arboretum je přístupné veřejnosti od května do října. Poslání arboreta je především osvětové, u dřevin jsou jmenovky. V posledních letech se zde pořádají také různé kulturní a společenské akce nebo svatební obřady.